# Дорофеева, Лидия Якимовна
Лидия Якимовна Дорофеева (1924 — 1990) — советский передовик производства в оборонной промышленности. Герой Социалистического Труда (1966).

## Биография
Родилась 15 мая 1924 года в деревне Бишево, Урмарского района Чувашской АССР в крестьянской семье.
В 1941 поступила на работу в строительную организацию, участвовала в строительстве Чебоксарского завода резинотехнических изделий (завод №320).
С 1948 года работала в одном из цехов завода №320, работала на всех операциях по изготовлению фотоосветительных авиабомб, фейерверков и приготовлению пиротехнических составов. С 1948 по 1979 годы  в цеху прошла все ступени и работала на должностях — аппаратчиком, набивщиком изделий, навесчиком, прессовщиком, сборщиком изделий и бригадиром. Бригада под руководством Л. Я. Дорофеевой была лучшей на производстве и выполняла план на 120—130 процентов.
28 июля 1966 года Указом Президиума Верховного Совета СССР «за заслуги в выполнении плана 1959–65 и создание новой техники» Лидия Якимовна Дорофеева была удостоена звания Героя Социалистического Труда с вручением Ордена Ленина и золотой медали «Серп и Молот».
С 1979 года на пенсии. Жила в Чебоксарах, умерла 4 мая 1990 года.

## Награды
- Медаль «Серп и Молот» (28.07.1966)
- Орден Ленина (28.07.1966)